# João Nicolau Carvalho
João Nicolau Carvalho (Jaguaruna, 14 de fevereiro de 1943 - Brusque, 22 de março de 2021) foi um advogado, jornalista e escritor brasileiro.

## Carreira
Foi reitor da Universidade do Estado de Santa Catarina (Udesc).
Foi titular da cadeira 9 da Academia Catarinense de Letras. Foi recepcionado pelo acadêmico Nereu Correia, em 18 de junho de 1982.

## Morte
Morreu em 22 de março de 2021, vitimado pela Covid-19.

## Publicações
- Rasga-Mortalha